# Acronicta bidens
Acronicta bidens är en fjärilsart som beskrevs av Tutt 1891. Acronicta bidens ingår i släktet Acronicta och familjen nattflyn. Inga underarter finns listade i Catalogue of Life.